# La viuda astuta

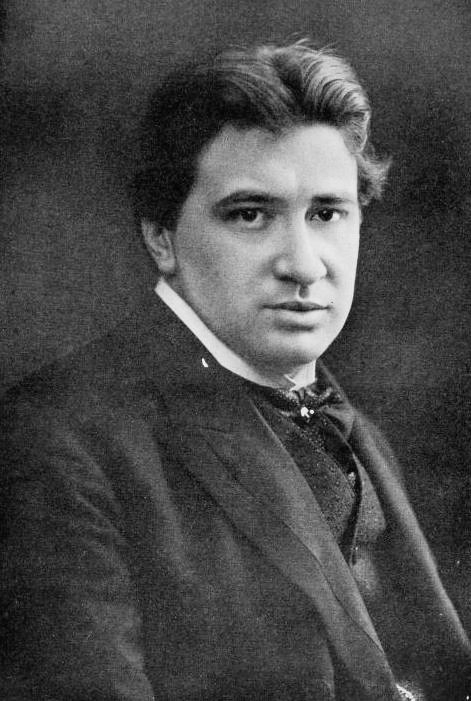
Ermanno Wolf-Ferrari 1906

La viuda astuta (en italiano, La vedova scaltra) es una ópera en tres actos con música de Ermanno Wolf-Ferrari sobre texto de Mario Ghisalberti, basada en la obra de Carlo Goldoni La vedova scaltra (1748). Se estrenó en el Teatro Reale dell'Opera de Roma el 5 de marzo de 1931. 

## Historia
Fue repuesta en Venecia, en conmemoración del 300.º aniversario del nacimiento de Carlo Goldoni, en febrero de 2007. Esta representación, con Anne-Lise Sollied, Maurizo Muraro y Emanuele D'Aguanno como los principales solistas, ha sido grabada.
En las estadísticas de Operabase aparece con solo 3 representaciones en el período 2005-2010.

## Personajes
| Personaje                           | Tesitura | Reparto del estreno, 5 de marzo de 1931 (Director: Gino Marinuzzi) |
| ----------------------------------- | -------- | ------------------------------------------------------------------ |
| Rosaura, una viuda                  | soprano  | Adelaide Saraceni                                                  |
| Monsieur Le Beau, un francés        | tenor    | Alessio De Paolis                                                  |
| Conte di Bosco Nero, un italiano    | tenor    | Alessandro Ziliani                                                 |
| Milord Runebif, un inglés           | barítono | Giulio Cirino                                                      |
| Don Álvaro di Castiglia, un español | barítono | Giacomo Vaghi                                                      |
| Marionette                          | soprano  | Rina De Ferrari                                                    |
| Folletto                            | tenor    | Adelio Zagonara                                                    |
| Arlecchino                          | barítono | Emilio Ghirardini                                                  |
| Birif                               | bajo     | Mario Bianchi                                                      |
| Majordomo                           | bajo     | Pierantonio Prodi                                                  |